# Александар Зајцев
Александар Михајлович Зајцев (рус. Александр Михайлович Зайцев; Казањ, 2. јул 1841 — Казањ, 1. септембар 1910) је био руски хемичар.
Проучавао је елиминационе реакције у органској хемији (Зајцевљево правило).